# Xanopticon
Xanopticon heter egentligen Ryan Friedrich och är en breakcoreartist. Xanopticon gör intensiv och extremt detaljerad Drum & Bass.[källa behövs] Han har släppt sina album på skivbolag som Tiger Beat 6, Hymen och Mirex. 

## Diskografi

### Album
- Novus Ordo Seculorum (2001)
- Liminal Space (2003)

### EP:s
- Azif (2002)
- Même Mage (2003)
- Psicicite (2006)
- Alembic (2007)
- The Silver Key EP (2007)

### Singlar
- $ Vol. 10 (2002)

### Remixer
- Society Of The Spectacle (Xanopticon Remix) (2003)
- That's Not It At All (Xanopticon Remix) (2004)
- Beatdown (Xanopticon Remix) (2005)
- Non Compatible (Xanopticon Remix) (2005)
- Agoranopticon Xanophobic Mix (Dev/Null, Xanopticon Remix) (2006)
- Beyond Repair (Xanopticon Remix) (2007)